# Sportåret 1980

## Händelser

### Allmänt
- 5 juli - Paralympiska sommarspelen avgörs i Arnhem.[1]
- 16 juli - 60-årige Juan Antonio Samaranch väljs i Moskva till ny president för IOK efter avgående Lord Killanin.[1]
- 19 juli-3 augusti - Olympiska sommarspelen avgörs i Moskva.[1]

### Amerikansk fotboll
- Pittsburgh Steelers besegrar Los Angeles Rams med 31 – 19 i Super Bowl XIV (Final för 1979).

#### NFL:s slutspel för 1980
Från och med 1978 infördes ett nytt system för slutspelet. Vinnarna av de tre divisionerna i respektive Conference går automatiskt till slutspelet, som utökats med ytterligare två lag (kallade Wild Cards – de två lag som förutom divisionssegrarna uppnått bästa resultat under året). Wild Cards möts i en första omgång (I) varvid segrande lag går till slutspelet (II).

##### NFC (National Football Conference)
- Divisionssegrare: Philadelphia Eagles, Minnesota Vikings och Atlanta Falcons
- Wild Cards: Dallas Cowboys och Los Angeles Rams
- I –
  - Dallas Cowboys besegrar Los Angeles Rams med 34 - 13
- II –
  - Philadelphia Eagles besegrar Minnesota Vikings med 31 - 16
  - Dallas Cowboys besegrar Atlanta Falcons med 30 - 27
    - Philadelphia Eagles besegrar Dallas Cowboys med 20 - 7 i NFC-finalen

##### AFC (American Football Conference)
- Divisionssegrare: San Diego Chargers, Cleveland Browns och Buffalo Bills
- Wild Cards: Oakland Raiders och Houston Oilers
- I –
  - Oakland Raiders besegrar Houston Oilers med 27 - 7
- II -
  - San Diego Chargers besegrar Buffalo Bills med 20 - 14
  - Oakland Raiders besegrar Cleveland Browns med 14 - 12
    - Oakland Raiders besegrar San Diego Chargers med 34 - 27 i AFC-finalen

### Badminton
- 10-13 mars - Swedish Open avgörs i Karlskrona.[1]

### Bandy
- 15 mars - IK Göta blir svenska dammästare genom att finalslå Edsbyns IF med 9-1 på Söderstadion i Stockholm.[2]
- 16 mars - IF Boltic blir svenska herrmästare genom att finalslå Sandvikens AIK med 5-3 på Söderstadion i Stockholm.[3][4]
- Okänt datum – Bandy introduceras i Polen.[5]

### Baseboll
- 21 oktober - National League-mästarna Philadelphia Phillies vinner World Series med 4-2 i matcher över American League-mästarna Kansas City Royals.[6]

### Basket
- 30 mars - Hageby BK från Norrköping blir svenska mästare för herrar genom att finalslå Alviks BK med 69-67 i femte och avgörande matchen.[1]
- 16 maj - Los Angeles Lakers vinner NBA-finalserien mot Philadelphia 76ers.[7]
- 30 juli - De olympiska turneringarna avgörs i Moskva. Jugoslavien vinner herrfinalen mot Italien med 88-77.[8] medan Sovjet vinner damfinalen mot Bulgarien med 104-73.[9]
- 28 september - Sovjet vinner damernas Europamästerskap genom att finalslå Polen med 95-49 i Jugoslavien.[10]

- Södertälje BBK blir svenska mästare för damer.[1]

### Bordtennis
- 3 februari - Stellan Bengtsson, Sverige vinner Europa Top 12 i München.[1]
- Sverige blir europamästare i lag före Västtyskland.

### Boxning
- 4 februari - Larry Holmes, USA slår ut Lorenzo Zanon, Italien vid en titelmatch i Las Vegas.[1]
- 29-30 mars - Nordiska amatörmästerskapen avgörs i Oslo. Finland får sju mästare, Danmark tre och Sverige en.[1]
- 31 mars - Larry Holmes, USA slår ut John Tate, USA och behåller WBC-titeln.[1]
- 3 oktober - Larry Holmes, USA besegrar Muhammad Ali, USA i elfte ronden, i kampen om världsmästartiteln i Caesars Palace i Las Vegas.[1]

### Curling
- 22 mars - Kanada vinner världsmästerskapet för damer i Perth före Sverige och Skottland.[1]
- 30 mars - Kanada vinner världsmästerskapet för damer i Moncton före Norge och Schweiz.[1]
- 6 december - Sverige vinner Europamästerskapet för damer i Köpenhamn före Norge och Schweiz.[1]
- Skottland vinner Europamästerskapet för herrar i Köpenhamn före Norge och Sverige.[1]

### Cykel
- 7 juni - Bernard Hinault, Frankrike vinner Giro d'Italia.[1]

- Bernard Hinault, Frankrike vinner landsvägsloppet vid VM
- Joop Zoetemelk, Nederländerna vinner Tour de France
- Faustino Rupérez, Spanien vinner Vuelta a España

### Fotboll
- 22 mars - Nigeria vinner afrikanska mästerskapet i Nigeria genom att besegra Algeriet med 3–0 i finalen på National Stadium i Lagos.[11]
- 23 april - Valencia CF vinner Europeiska cupvinnarcupen genom att besegra Arsenal FC med 5–4 efter straffsparksläggning i finalen på Heyselstadion i Bryssel.[12]
- 10 maj - West Ham United FC vinner FA-cupfinalen mot Arsenal FC med 1-0 på Wembley Stadium.[13]
- 21 maj - Eintracht Frankfurt vinner UEFA-cupen genom att besegra Borussia Mönchengladbach i finalerna.[12]
- 28 maj - Nottingham Forest försvarar sin titel i Europacupen för mästarlag genom att besegra Hamburger SV med 1–0 i finalen på Santiago Bernabéu-stadion i Madrid.[12]
- 1 juni – Malmö FF vinner Svenska cupen genom att finalslå IK Brage med 4-3 på straffar i Solna efter att matchen slutat 3-3.[14]
- 22 juni - Västtyskland blir Europamästare efter finalseger mot Belgien med 2–1 på Roms Olympiastadion.[15]
- 13 juli - Sverige blir nordiska dammästare i Sverige före Danmark och Norge.[16]
- 2 augusti – Tjeckoslovakien vinner den olympiska turneringen genom att vinna finalen mot Östtyskland med 1-0 i Moskva.[17]
- 30 september - Kuwait vinner Asiatiska mästerskapet för herrar i Kuwait, genom att besegra Sydkorea med 3–0 i finalen.[18]
- Okänt datum – West Ham United FC vinner FA-cupen genom att i finalen besegra Arsenal FC med 1-0.
- Okänt datum – Karl-Heinz Rummenigge, Västtyskland, utses till Årets spelare i Europa.
- Okänt datum – Diego Maradona, Argentina, utses till Årets spelare i Sydamerika.
- Okänt datum – Jean Manga-Onguene, Kamerun, utses till Årets spelare i Afrika.

#### Ligasegrare / resp. lands mästare
- Belgien - Club Brugge
- England - Liverpool FC
- Frankrike - FC Nantes Atlantique
- Italien - FC Internazionale
- Nederländerna – AFC Ajax
- Skottland - Aberdeen FC
- Spanien - Real Madrid CF
- Sverige - Östers IF
- Västtyskland - FC Bayern München

### Friidrott
- 1-2 mars - Inomhus-Europamästerskapen avgörs i Sindelfingen.[1]
- 7-8 juni - Svenska stafettmästerskapen avgörs i Västerås.[1]
- 15-17 augusti - Svenska mästerskapen avgörs på Stockholms stadion.[1]
- 30-31 augusti - Finnkampen avgörs på Helsingfors Olympiastadion. Finland vinner herrkampen med 232-178, medan Sverige vinner damkampen med 79-78.[1]
- 31 december - José João da Silva, Brasilien vinner herrklassen och Heide Hutterer, Västtyskland vinner damklassen vid Sylvesterloppet i São Paulo.[19]
- Bill Rodgers, USA vinner herrklassen vid Boston Marathon.[20] medan Jacqueline Gareau, Kanada vinner damklassen.[21]

### Golf

#### Herrar
- 3 juli - Greg Norman, Australien vinner SEO i Anderstorp.[1]

- The Masters vinns av Severiano Ballesteros, Spanien
- US Open vinns av Jack Nicklaus, USA
- British Open vinns av Tom Watson, USA
- PGA Championship vinns av Jack Nicklaus, USA
- Mest vunna vinstpengar på PGA-touren: Tom Watson, USA med $530 808
- Mest vunna vinstpengar på Champions Tour (Senior-touren): Don January, USA med $44 100

#### Damer
- US Womens Open – Amy Alcott, USA
- LPGA Championship – Sally Little, USA
- Mest vunna vinstpengar på LPGA-touren: Beth Daniel, USA med $231 000

### Handboll
- 1 april - Lugi blir svenska herrmästare efter att ha besegrat Ystads IF i finalen.[1]
- 29 juli - Sovjet vinner den olympiska damturneringen i Moskva före Jugoslavien och Östtyskland.[22]
- 30 juli - Sovjet vinner den olympiska herrturneringen i Moskva före Rumänien.[23] medan Sovjet vinner damturneringen före Jugoslavien och Östtyskland.[22]
- 26-27 november - Svenska Handbollsförbundet firar 50-årsjubileum med herrmatcherna Sverige-Övriga världen (24-28) i Göteborg och Sverige-Östtyskland (16-25) i Jönköping.[1]
- Stockholmspolisens IF blir svenska dammästare efter att ha besegrat Irsta HF med 17-13 i finalen.[1]

### Hastighetsåkning på skridskor
- 1-2 februari - Hilbert van der Duim, Nederländerna blir herrvärldsmästare i Heerenveen före Eric Heiden, USA och Tom Erik Oxholm, Norge.[1]

### Hästsport

#### Galopp
- 29 mars - Grand National avgörs.[1]

#### Trav
- 27 januari - Leopold Verrokens Eléazar vinner Prix d'Amérique i Paris.[1]
- 1 juni - Franska hästen Ideal du Gazeau vinner Elitloppet på Solvalla.[1]

#### Passgång
- Den amerikanska passgångaren Niatross segrar i American Pacing Classic på Hollywood Park Racetrack på nya världsrekordtiden 1:52.1 (1.09,8).[24]

### Innebandy
- 11–12 oktober - I Västerås vinner Jite från Åstorp det första svenska riksmästerskapet i innebandy.[25][26]

### Ishockey
- 2 januari - Sovjet vinner juniorvärldsmästerskapet i Helsingfors före Finland och Sverige.[27]

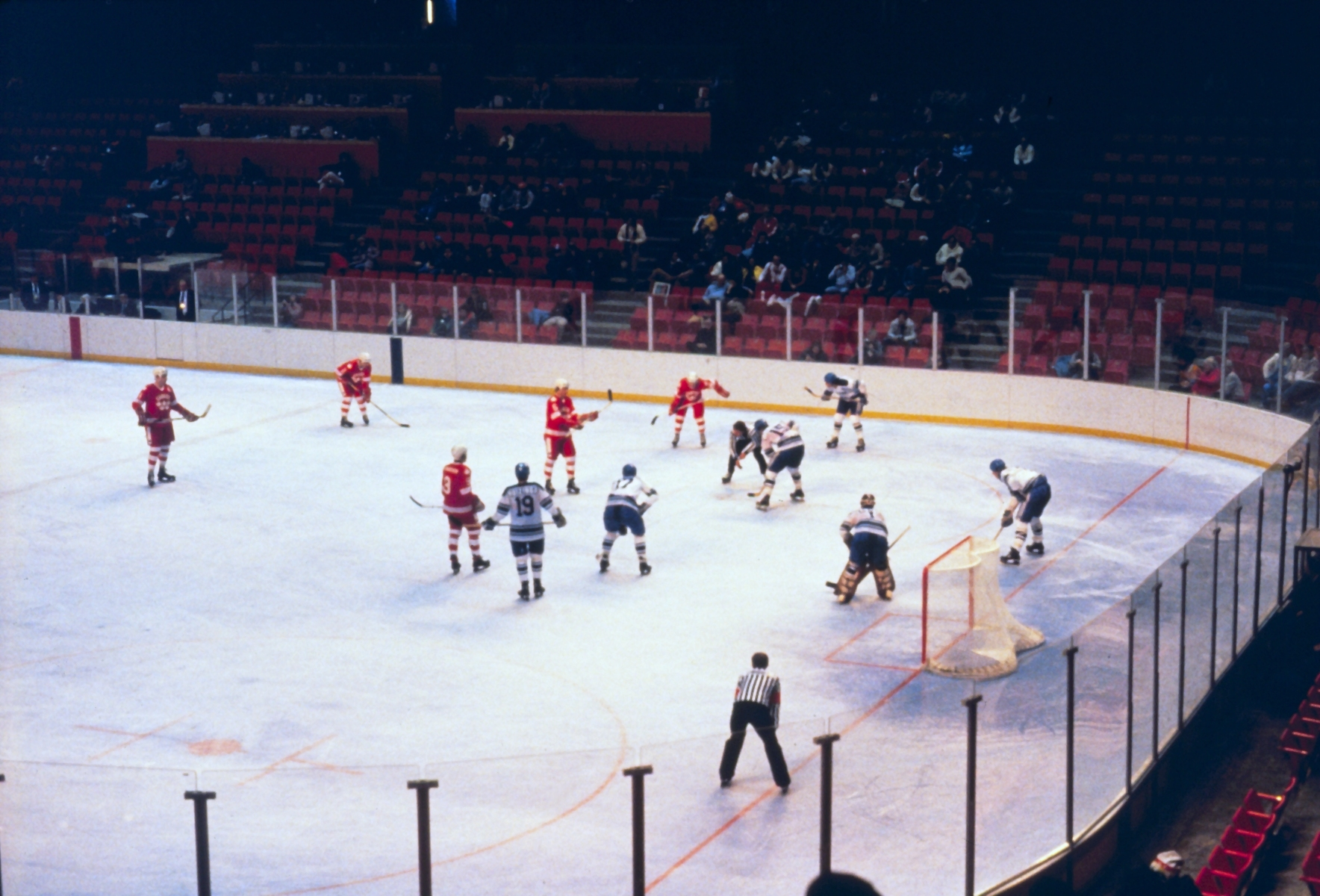
Olympisk match

- 24 februari - USA blir i Lake Placid olympiska mästare före Sovjet och Sverige.[28]
- 10 april - Brynäs IF blir svenska mästare efter slutspelsvinst över Västra Frölunda IF med 3-2 i matcher i finalserien.[29]
- 24 maj - Stanley Cup vinns av New York Islanders som besegrar Philadelphia Flyers med 4-2 i matcher i finalserien.[30]
- 24 augusti - CSKA Moskva, Sovjet vinner Europacupen i Innsbruck före Tappara, Finland och HC Slovan Bratislava, Slovakien.[31]
- 21 december - Sovjetunionen vinner Izvestijaturneringen i Moskva före Tjeckoslovakien och Finland.[32]

### Konståkning

#### VM
- Herrar – Jan Hoffmann, DDR
- Damer – Anett Pötzsch, DDR
- Paråkning – Marina Tjerkasova & Sergej Sjachraj, Sovjetunionen
- Isdans - Krisztina Regöczy & Andras Sallay, Ungern

#### EM
- Herrar – Robin Cousins, Storbritannien
- Damer – Anett Pötzsch, DDR
- Paråkning – Irina Rodnina & Aleksandr Zaitsev, Sovjetunionen
- Isdans - Natalja Lintjuk & Gennadij Karponosov, Sovjetunionen

### Motorsport

#### Formel 1
- 5 oktober - Världsmästare blir Alan Jones, Australien.

### Rally
- 25 november - Walter Röhrl, Västtyskland blir världsmästare.

#### Speedway
- 22 juni - Davi Jessup och Peter Collins från Storbritannien blir parvärldsmästare i Krsko.[1]
- 5 september - Michael Lee, Storbritannien blir världsmästare på Nya Ullevi i Göteborg.[1]

#### Sportvagnsracing
- Den tyska biltillverkaren Porsche vinner sportvagns-VM.
- Fransmännen Jean Rondeau och Jean-Pierre Jaussaud vinner Le Mans 24-timmars med en Rondeau M379.

### Orientering
- 11 maj - 10-mila avgörs i Ösmo inleds.[1]

### Schack
- 26 januari - Sovjetunionen vinner Europamästerskapet i schack för nationslag i Skara.[1]

### Segling
- 25 september - Freedom, USA vinner America's Cup utanför Newport efter finalvinst mot Australia, Australien.[1]

### Simning
- 21-23 mars - Svenska kortbanemästerskapen avgörs i Borlänge.[1]
- 11 april - Pär Arvidsson noterar världsrekord på 100 meter fjärilsim för herrar i Austin, med tiden 54.15 sekunder.[1]

### Skidor, alpint

#### Herrar

##### Världscupen
- Totalsegrare: Andreas Wenzel, Liechtenstein
- Slalom: Ingemar Stenmark, Sverige
- Storslalom: Ingemar Stenmark, Sverige
- Störtlopp: Peter Müller, Schweiz

##### SM
- - Slalom vinns av Stig Strand, Tärna IK Fjällvinden. Lagtävlingen vinns av Tärna IK Fjällvinden.
  - Storslalom vinns av Lars-Göran Halvarsson, Särna SK. Lagtävlingen vinns av Tärna IK Fjällvinden.
  - Störtlopp vinns av Rune Sävenberg, Umeå-Holmsunds SK. Lagtävlingen vinns av Östersund-Frösö SLK.

#### Damer

##### Världscupen
- Totalsegrare: Hanni Wenzel, Liechtenstein
- Slalom: Perrine Peren, Frankrike
- Storslalom: Hanni Wenzel, Liechtenstein
- Störtlopp: Marie-Therese Nadig, Schweiz

##### SM
- - Slalom vinns av Ann Melander, Täby SLK. Lagtävlingen vinns av Täby SLK.
  - Storslalom vinns av Ann Melander, Täby SLK. Lagtävlingen vinns av Gällivare SK.
  - Störtlopp vinns av Christina Ann Melander, Täby SLK.

### Skidor, nordiska grenar
- 26 januari - Thomas Wassberg vinner vid svenska mästerskapen i Hudiksvall alla tre individuella guld samt ingår i det segrande stafettlaget, en bedrift som tidigare bara utförts av Nils ”Mora-Nisse” Karlsson svenska mästerskapen och Sixten Jernberg svenska mästerskapen.[1]
- 13-16 mars - Holmenkollen skifestival avgörs i Oslo.[1]
- 25 november - Thomas Wassberg tilldelas Svenska Dagbladets guldmedalj.[1]

#### Herrar

##### Världscupen
- 1 Juha Mieto, Finland
- 2 Thomas Wassberg, Sveríge
- 3 Lars-Erik Eriksen, Norge

##### Övrigt
- 2 mars - Walter Mayer, Österrike vinner Vasaloppet.[33]

##### SM
- 15 km vinns av Thomas Wassberg, Åsarna IK. Lagtävlingen vinns av Åsarna IK.
- 30 km vinns av Thomas Wassberg, Åsarna IK. Lagtävlingen vinns av Åsarna IK.
- 50 km vinns av Thomas Wassberg, Åsarna IK. Lagtävlingen vinns av Åsarna IK.
- Stafett 3 x 10 km vinns av Åsarna IK med laget  Hans Persson, Jan Ottosson och Thomas Wassberg .

#### Damer

##### Världscupen
- Ingen tävling anordnades detta år.

##### SM
- 5 km vinns av Lena Carlzon-Lundbäck, Malmbergets AIF. Lagtävlingen vinns av Östersunds SK.
- 10 km vinns av Marie Johansson, Ludvika FFI. Lagtävlingen vinns av IFK Mora.
- 20 km vinns av Eva Olsson, Delsbo IF. Lagtävlingen vinns av IFK Mora.
- Stafett 3 x 5 km vinns av Malmbergets AIF med laget  Doris Niva, Helen Johansson och Lena Carlzon-Lundbäck .

### Skidorientering
- 26 februari-1 mars - Världsmästerskapen avgörs i Avesta.[34]

### Skidskytte

#### Herrar

##### VM
Ingen tävling på grund av att Olympiska vinterspelen anordnas.

##### Världscupen
- 1 Frank Ullrich, DDR
- 2 Klaus Siebert, DDR
- 3 Eberhard Rösch, DDR

### Tennis

#### Herrar
- 13 januari - Björn Borg, Sverige vinner GP Masters-finalen i New York mot Vitas Gerulaitis, USA med 2-0 i set.[1]
- 18 januari - Björn Borg utses till världsmästare.
- 10 november - Björn Borg, Sverige vinner Stockholm Open-finalen mot John McEnroe, USA med 2-0 i set.[1]
- Tennisens Grand Slam:
  - 8 juni - Björn Borg, Sverige vinner Franska öppna genom att finalslå Vitas Gerulaitis, USA med 3-0 i set.[1]
  - 5 juli - Björn Borg, Sverige vinner Wimbledon genom att finalslå John McEnroe, USA med 3-2 i set.[1]
  - 8 september - John McEnroe, USA vinner US Open genom att finalslå Björn Borg, Sverige med 2-1.[1]
  - Australiska öppna - Brian Teacher, USA
- 7 december - Davis Cup: Tjeckoslovakien finalbesegrar Italien med 4-1 i Prag.[35]

#### Damer
- Tennisens Grand Slam:
  - Franska öppna - Chris Evert-Lloyd, USA
  - Wimbledon - Evonne Goolagong Cawley, Australien
  - US Open - Chris Evert-Lloyd, USA
  - Australiska öppna - Hana Mandliková, Tjeckoslovakien
- 25 maj - USA vinner Federation Cup genom att finalbesegra Australien med 3-0 i Västberlin.[36]

### Tyngdlyftning
- 4 maj - Europamästerskapen avgörs i Belgrad.[1]

### Volleyboll
- 29 september - Sovjet vinner den olympiska damturneringen i Moskva genom att finalbesegra Östtyskland med 3-1.[37]
- 31 juli - Sovjet vinner den olympiska herrturneringen i Moskva genom att finalbesegra Bulgarien med 3-1.[38]

## Evenemang
- Olympiska vinterspelen 1980 anordnas i Lake Placid USA
- Olympiska sommarspelen 1980 anordnas i Moskva Sovjetunionen
- VM på cykel anordnas i Sallanches, Frankrike
- VM i curling för damer anordnas i Perth, Skottland
- VM i curling för herrar anordnas i Moncton, Kanada
- VM i konståkning anordnas i Dortmund, Västtyskland
- EM i fotboll anordnas i Rom, Milano, Turin och Neapel, Italien.
- EM i bordtennis anordnas i Bern, Schweiz.
- EM i curling anordnas i Köpenhamn, Danmark
- EM i konståkning anordnas i Göteborg, Sverige

## Födda
- 3 januari - Angela Ruggiero, amerikansk ishockeyspelare.
- 9 januari – Sergio García, spansk golfspelare.
- 16 januari - Albert Pujols, dominikansk basebollspelare.
- 19 januari - Jenson Button, brittisk racerförare.
- 22 januari - Jonathan Woodgate, engelsk fotbollsspelare.
- 25 januari
  - Christian Olsson, svensk friidrottare.
  - Xavi, spansk fotbollsspelare.
- 27 januari - Marat Safin, rysk tennisspelare.
- 28 februari - Sigurd Pettersen, norsk backhoppare.
- 6 mars - Emma Igelström, svensk simmare.
- 15 mars - Josefin Lillhage, svensk simmare.
- 18 mars – Aleksej Jagudin, rysk konståkare.
- 21 mars
  - Ronaldinho, brasiliansk fotbollsspelare.
  - Marit Bjørgen, norsk längdåkare.
- 4 april - Björn Wirdheim, svensk racerförare.
- 6 april - Tanja Poutiainen, finländsk alpin skidåkare.
- 20 april – Vibeke Skofterud, norsk längdåkare.
- 21 april - Vincent Lecavalier, kanadensisk ishockeyspelare.
- 2 maj
  - Brad Richards, kanadensisk ishockeyspelare.
  - Tim Borowski, tysk fotbollsspelare.
  - Zat Knight, engelsk fotbollsspelare.
- 7 maj – Alex Wesby, amerikansk basketspelare.
- 30 maj – Steven Gerrard, brittisk fotbollsspelare.
- 4 juni - Pontus Farnerud, svensk fotbollsspelare.
- 17 juni - Venus Williams, amerikansk tennisspelare.
- 7 juli – Michelle Kwan, amerikansk konståkare.
- 8 juli – Robbie Keane, irländsk fotbollsspelare.
- 16 juli
  - Svetlana Feofanova, rysk friidrottare.
  - Adam Scott, australisk golfare.
- 17 juli - Kristofer Gustavsson, svensk bandyspelare, målvakt.
- 11 augusti – Monika Pyrek, polsk friidrottare.
- 16 augusti – Denise Karbon, italiensk alpin skidåkare.
- 7 september - Gabriel Milito, argentinsk fotbollsspelare.
- 11 september - Antônio Pizzonia, brasiliansk racerförare.
- 12 september - Yao Ming, kinesisk basketspelare.
- 24 september - John Arne Riise, norsk fotbollsspelare.
- 26 september
  - Daniel Sedin, svensk ishockeyspelare.
  - Henrik Sedin, svensk ishockeyspelare.
  - Patrick Friesacher, österrikisk racerförare
- 30 september - Martina Hingis, schweizisk tennisspelare.
- 4 oktober
  - Tomáš Rosický, tjeckisk fotbollsspelare.
  - Me'Lisa Barber, amerikansk friidrottare.
- 9 oktober - Henrik Zetterberg, svensk ishockeyspelare.
- 12 oktober - Ledley King, engelsk fotbollsspelare.
- 13 oktober - Christian Söderström, svensk ishockeyspelare.
- 19 oktober - Anna-Karin Kammerling, svensk simmare.
- 23 oktober – Vasilij Rotsjev, rysk längdåkare.
- 28 oktober - Alan Smith, engelsk fotbollsspelare.
- 4 november - Johan Andersson, svensk innebandyspelare.
- 5 november
  - Geneviève Simard, kanadensisk alpin skidåkare.
  - Christoph Metzelder, tysk fotbollsspelare.
- 18 november - Luke Chadwick, brittisk fotbollsspelare.
- 27 november – Evi Sachenbacher-Stehle, tysk längdåkare.
- 7 december - John Terry, engelsk fotbollsspelare.
- 15 december - Fredrik Risp, svensk fotbollsspelare.
- 20 december - Ashley Cole, engelsk fotbollsspelare.

## Avlidna
- 1 januari – Frank Wykoff, 70, amerikansk friidrottare.
- 1 mars – Dixie Dean, 73, engelsk fotbollsspelare.
- 14 mars – Helge Berglund, 72, svensk politiker och idrottsledare.[1]
- 29 mars – Gerard De Geer, 90, svensk idrottsledare, kallad "Bandybaronen".[1]
- 31 mars – Jesse Owens, 66, amerikansk löpare, längdhoppare.[1]
- 1 augusti – Patrick Depailler, 35, fransk racerförare.[1]
- 7 oktober – Ernst Alm, 80, svensk längdåkare, segrare i det första Vasaloppet 1922.
- 14 november – Madison Avenue, 9, svensk amerikanskfödd travhäst.[1]
- 4 december – Stanislawa Walasiewicz, 69, polsk-amerikansk friidrottare (Stella Walsh)
- 30 december – Gunnar Nordin, 66, svensk travtränare och travkusk.

### Fotnoter
1. 1 2 3 4 5 6 7 8 9 10 11 12 13 14 15 16 17 18 19 20 21 22 23 24 25 26 27 28 29 30 31 32 33 34 35 36 37 38 39 40 41 42 43 44 45 46 47 48 49   Horisont 1980. Bertmarks
2. ↑  Erik Jonsson (15 mars 1980). ”1980–1989”. Svenska Bandyförbundet. Arkiverad från originalet den 17 mars 2020. https://web.archive.org/web/20200317214724/https://www.svenskbandy.se/BANDYFINALEN/HISTORIK/Svenskamastare/Damer/1980-1989. Läst 18 mars 2020.
3. ↑  Erik Jonsson (16 mars 1980). ”1980–1989”. Svenska Bandyförbundet. https://www.svenskbandy.se/BANDYFINALEN/HISTORIK/Svenskamastare/Herrar/1980-1989/. Läst 18 mars 2020.
4. ↑  Jimmy Andersson. ”Slutspelet 1979/80”. Jimbo Bandy. Arkiverad från originalet den 25 maj 2012. https://archive.is/20120525061331/http://www.jimbobandy.nu/80-tal/80_slut.html. Läst 20 augusti 2011.
5. ↑  ”Bandyhistoria 1966–1984”. Svenska Bandyförbundet. 20 mars 1980. https://www.svenskbandy.se/BANDY-INFO/FORBUNDET/Historikochstatistik/Historiskamilstolpar/Bandyhistoria1966-1984. Läst 18 mars 2020.
6. ↑  ”1980 World Series” (på engelska). Baseball-Reference.com. http://www.baseball-reference.com/postseason/1980_WS.shtml. Läst 10 juli 2015.
7. ↑  ”Basketball Reference”. http://www.basketball-reference.com/leagues/NBA_1980_games.html. Läst 25 augusti 2011.
8. ↑  ”Sport Statistics”. Arkiverad från originalet den 30 juni 2015. https://web.archive.org/web/20150630224600/http://todor66.com/basketball/Olympic/Men_1980.html. Läst 23 augusti 2011.
9. ↑  ”Sport Statistics”. Arkiverad från originalet den 25 maj 2012. https://web.archive.org/web/20120525161504/http://www.todor66.com/basketball/Olympic/Women_1980.html. Läst 23 augusti 2011.
10. ↑  ”Sport Statistics”. Arkiverad från originalet den 4 juli 2015. https://web.archive.org/web/20150704013550/http://todor66.com/basketball/Europe/Women_1980.html. Läst 24 augusti 2011.
11. ↑  ”African Nations Cup 1980” (på engelska). RSSSF. http://www.rsssf.com/tables/80a.html. Läst 16 augusti 2011.
12. 1 2 3  ”European Competitions 1979-80” (på engelska). RSSSF. http://www.rsssf.com/ec/ec197980.html. Läst 16 augusti 2011.
13. ↑  ”England FA Challenge Cup 1979-1980” (på engelska). RSSSF. http://www.rsssf.com/tablese/engcup1980.html. Läst 19 augusti 2012.
14. ↑  Jimmy Lindahl (20 mars 2005). ”Svenska cupen – finalmatcher”. Bolletinen. http://www.bolletinen.se/sfs/pdf/stat_h_allsvens_1941_2005_stat_herr_cupen_finalmatcher.pdf. Läst 21 augusti 2012.
15. ↑  ”European Championship 1980” (på engelska). RSSSF. http://www.rsssf.com/tables/80e.html. Läst 12 augusti 2011.
16. ↑  ”Nordic Championships (Women) 1980” (på engelska). RSSSF. http://www.rsssf.com/tablesw/wnord7482.html#80. Läst 20 augusti 2012.
17. ↑  ”Games of the XXII. Olympiad” (på engelska). RSSSF. http://www.rsssf.com/tableso/ol1980f.html. Läst 16 augusti 2011.
18. ↑  ”Asian Nations Cup 1980” (på engelska). RSSSF. http://www.rsssf.com/tables/80asch.html. Läst 16 augusti 2011.
19. ↑  ”1980” (på portugisiska). Sylvesterloppet. Arkiverad från originalet den 25 februari 2014. https://web.archive.org/web/20140225133111/http://www.saosilvestre.com.br/1980/item/1980. Läst 19 augusti 2012.
20. ↑  ”Boston Marathon”. Arkiverad från originalet den 27 april 2015. https://web.archive.org/web/20150427035419/http://www.baa.org/races/boston-marathon/boston-marathon-history/past-champions/past-mens-open-champions.aspx. Läst 9 april 2011.
21. ↑  ”Boston Marathon”. Arkiverad från originalet den 7 mars 2012. https://web.archive.org/web/20120307073943/http://www.baa.org/races/boston-marathon/boston-marathon-history/past-champions/past-womens-open-champions.aspx. Läst 9 april 2011.
22. 1 2  ”Sport Statistics”. Arkiverad från originalet den 17 september 2012. https://web.archive.org/web/20120917024324/http://www.todor66.com/handball/Olympic/Women_1980.html. Läst 23 augusti 2011.
23. ↑  ”Sport Statistics”. Arkiverad från originalet den 24 augusti 2011. https://web.archive.org/web/20110824153318/http://www.todor66.com/handball/Olympic/Men_1980.html. Läst 23 augusti 2011.
24. ↑  Was this the greatest of them all?, www.harnessbred.com, Retrieved 11 June 2016
25. ↑  ”Innebandyns födelse”. Svenska Innebandyförbundet. Arkiverad från originalet den 19 april 2015. https://web.archive.org/web/20150419072559/http://epiadmin.innebandy.se/sv/StatistikHistorik/Innebandyns-fodelse/. Läst 22 augusti 2011.
26. ↑  Niclas Bergwall. ”Första riksmästerskapet spelades 1980” (på svenska). Sala Allehanda. https://www.salaallehanda.com/artikel/del-8-forsta-riksmasterskapet-spelades-1980. Läst 22 augusti 2011.
27. ↑  ”Championnat du monde 1980 des moins de 20 ans” (på franska). Hockey Archives. 2 januari 180. https://www.hockeyarchives.info/U-20_1980.htm. Läst 9 september 2012.
28. ↑  ”Jeux Olympiques de Lake Placid 1980” (på franska). Hockey Archives. 24 februari 1980. https://www.hockeyarchives.info/JO1980.htm. Läst 15 augusti 2011.
29. ↑  ”Championnat de Suède 1979/80” (på franska). Hockey Archives. 10 april 1980. https://www.hockeyarchives.info/Suede1980.htm. Läst 15 augusti 2011.
30. ↑  ”NHL 1979/80” (på franska). Hockey Archives. https://www.hockeyarchives.info/NHL1980.htm. Läst 23 mars 2020.
31. ↑  ”Coupe d'Europe 1979/80” (på franska). Hockey Archives. 24 augusti 1980. https://www.hockeyarchives.info/Europe1980.htm. Läst 9 september 2012.
32. ↑  ”Matches internationaux 1980/81” (på franska). Hockey Archives. 21 december 1980. https://www.hockeyarchives.info/inter1981.htm. Läst 20 augusti 2012.
33. ↑  ”Historiska segrare”. Vasaloppet. Arkiverad från originalet den 22 mars 2020. https://web.archive.org/web/20200322121012/https://www.vasaloppet.se/wp-content/uploads/sites/1/2019/09/historiska_segrare_vasaloppet_sve_2019-09-18.pdf. Läst 5 september 2011.
34. ↑  ”World Ski Orienteering Championships 1980” (på engelska). http://orienteering.org/events/?event_id=116. Läst 9 september 2012.
35. ↑  ”Davis Cup”. http://www.daviscup.com/en/results/tie/details.aspx?tieId=10004478. Läst 20 augusti 2011.
36. ↑  ”Fed Cup”. Arkiverad från originalet den 19 april 2012. https://web.archive.org/web/20120419204543/http://www.fedcup.com/en/results/tie/details.aspx?tieId=20004016. Läst 21 augusti 2011.
37. ↑  ”Sport Statistics”. Arkiverad från originalet den 20 januari 2012. https://web.archive.org/web/20120120162129/http://todor66.com/volleyball/Olympics/Women_1972.html. Läst 24 augusti 2011.
38. ↑  ”Sport Statistics”. Arkiverad från originalet den 9 juni 2015. https://web.archive.org/web/20150609065735/http://www.todor66.com/volleyball/Olympics/Men_1972.html. Läst 24 augusti 2011.